# Зонрей, Генрих
Генрих Зонрей (иногда Сонрей; нем. Heinrich Sohnrey; 19 июня 1859, Юнде — 26 января 1948, Нойхауз-им-Золлинг, Хольцминден) — немецкий педагог, писатель и публицист; после окончания школы в 1873 году переехал в Ганновер, затем учился Геттингене; ряд его литературных произведений является примером идеологии национал-социализма.

## Биография
Генрих Зонрей являлся незаконнорожденным ребёнком Оскара Гроте и Розин Луиз Зонрей. После окончания школы Генрих в 1873 году отправился в Ганновер, где, при поддержке своей бабушки по отцовской линии, начал учиться на преподавателя. В 1879 году он вышел на свою первую работу в деревне Нинхаген, сегодня являющейся часть города Моринген; здесь он впервые заинтересовался фольклором и краеведением — он оставался связанным с данным регионом всю свою жизнь. С 1885 года он недолго учился лингвистике, литературе, истории и ботанике в Гёттингенском университете; два семестра он также был числился студентом в Берлине.
С 1886 по 1889 год Зонрей был учителем в Мёлленсене (Зиббессе), а затем стал редактором в Нортхайме и Хильдесхайме, где он основал газету нем. Hildesheimer Sonntagsboten; в 1890 году он переехал во Фрайбург-им-Брайсгау, а затем — в Берлин. В столице он сыграл важную роль в создании молодёжного движения Вандерфогель в 1901 году, несколько раз занимая пост председателя. В 1904 году в Берлине Зонрей основал издательство нем. Deutsche Landbuchhandlung, в котором печатал и собственные книги — его произведения, относившиеся к народно-национальному жанру, стали популярны в эпоху вильгельминизма. Позже он поддерживал взгляды «крови и почвы» нацистов: журналы, основанные Зонреем — например, нем. Die Dorfkirche и нем. Archiv für innere Kolonisation — активно использовались в период национал-социализма, а Имперское министерство продовольствия и сельского хозяйства активно поддерживало его усилия по укреплению сельских районов.
В октябре 1933 года Зонрей стал одним из 88 писателей, подписавших «Клятву верности» («Клятву самой верной преданности») Адольфу Гитлеру. Хотя сам Зонрей не являлся членом НСДАП, он был одним из сторонников политики национал-социалистов. О масштабной церемонии по случаю 75-летия писателя в 1934 году подробно рассказала кинохроника «Universum Film AG». В 1939 году Гитлер наградил его нем. Adlerschild des Deutschen Reiches. Зонрей проживал в Берлине до 1943 года; в марте — после того, как один из двух его домов был уничтожен бомбой — он перебрался в Нойхауз (Хольцминден). В августе авианалёт уничтожил и его берлинское издательство. 26 января 1948 года, в возрасте 88 лет, Генрих Зонрей скончался.

## Работы
Работы Генриха Зонрея, посвященные национал-социализму, были забыты после 1945 года; однако его фольклорные тексты остались популярны — вскоре после его смерти на его родине было основано «Общество Генриха Зонрея». Основываясь на анализе геттингенского германиста Франка Мёбуса (1958—2015), 24 ноября 2011 года школьный комитет Геттингенского районного совета единогласно принял решение переименовать местную школу им. Генриха Зонрея. Аналогичное решение принял и совет в Бофцене. Улица Генриха Зонрея (нем. Heinrich-Sohnrey-Straße) в Геттингене также была переименована.

### Романы и рассказы
- Hütte und Schloß. 1886
- Friedesinchens Lebenslauf. 1887
- Neuauflage mit dem Titel Friedesinchen. 121.-127. Tausend, Verlag Heinrich Döll & Co., Bremen 1954
- Philipp Dubenkropps Heimkehr. Eine Dorfgeschichte aus dem Weserberglande. 1888 (2. Titel: Verschworen — verloren. 1906)
- Im grünen Klee — im weißen Schnee. Gestalten und Geschichten aus dem hannoverschen Berglande. 1894
- Der Bruderhof. 1897
- Die hinter den Bergen. 1900
- Der kleine Friedrich. 1901
- Grete Lenz, ein Berliner Mädchen. Erlebnisse von ihr selbst erzählt. 1909
- Fußstapfen am Meer. Ein Grenzlandroman. 1913 (1. Titel: Die Lebendigen und die Toten)
- Herzen der Heimat. Erzählungen, 1919
- Die Geschichte vom schwarzbraunen Mädelein. 1927 (1938 unter dem Titel: Das fremde Blut)
- Wulf Alke. Roman einer Jugend. 1932
- Zwischen Dorn und Korn, 1934 (автобиография)
- Aus Groß-Berlin und kleinen Dörfern, 1942
- Die vier Hofmeistergänse. Ein Volksidyll. 1953

### Народные пьесы и стихи
- Die Dorfmusikanten (Volksstück mit Gesang, Spiel und Tanz), 1901
- Die Düwels (Bauerndrama), 1909
- Das Gewitter (Dorftragödie), 1929
- Im Dorf mein Schatz (Lieder), 1929
- Als wir zu der Liebsten gingen (Gedichte), 1939

### Произведения для молодёжи
- Wenn die Sonne aufgeht. 1910
- Draußen im Grünen. 1912
- Der Hirschreiter (Jugendbuch), 1916
- Fürs Herzbluten. 1920

## Семья
Генрих Зонрей женился на своей бывшей ученице Луизе Шоппе; по состоянию на 1894 года, в семье было пять детей.